# Alluvione del Piemonte del 1968
L'alluvione del Piemonte del 2-3 novembre 1968 si è verificata in seguito a fortissime precipitazioni cadute principalmente in Valle di Mosso, nell'allora provincia di Vercelli, causando 72 vittime e l'evacuazione di centinaia di abitazioni.

## Eventi
Dopo un ottobre anomalo, con temperature quasi estive, il 1º novembre 1968 iniziò a piovere ininterrottamente su alcune aree del Piemonte nord-orientale. Per via del caldo accumulatosi le settimane precedenti, i rovesci non colpirono solo la pianura o la fascia collinare ma si riversarono abbondantemente anche ad altitudini sopra i 1000 metri. Le piogge del 1º novembre, cadute ininterrottamente per dodici ore, andarono così rapidamente a saturare il terreno. 
Il 2 novembre, a causa delle precipitazioni ininterrotte, i torrenti Strona di Mosso, Strona di Postua, Quargnasca, Ponzone, Cervo ed Elvo strariparono invadendo strade, ferrovie, abitazioni ed impianti industriali. La situazione venne aggravata ulteriormente da una serie di smottamenti e di frane che oltre ad interrompere le varie infrastrutture del territorio andarono a formare anche dei bacini artificiali a rischio esondazione. Ad essere principalmente colpite furono alcune vallate del vercellese, oggi in provincia di Biella, come la valle di Mosso, valle Sessera, Valsesia e valle dell'Elvo. Allagamenti ed inondazioni si registrarono poi anche in altre zone del Piemonte come la val d'Ossola, il Monferrato e le Langhe.
L'eccezionalità dell'evento è testimoniata dal fatto che alcuni pluviometri della zona registrarono quantità di acqua mai vista prima. Dal 1° al 5 novembre a Trivero si segnarono 573,6 mm e ad Oropa 513,4 mm. I soccorsi, in tutta la parte orientale del distretto biellese, uno dei motori dell'economia piemontese, iniziarono ad operare nel pomeriggio del 3 novembre. Fondamentale fu l'aiuto dei tantissimi volontari della zona poi soprannominati angeli del fango. Un grande aiuto alle popolazioni colpite venne dato anche dall'Esercito Italiano, in particolare dagli uomini della Divisione corazzata "Centauro".

### La situazione in valle di Mosso
Particolarmente grave fu la situazione in valle di Mosso, dove si registrò il numero più alto di vittime oltre che di danni. Qui l'esondazione del torrente Strona di Mosso, ingrossato dai suoi piccoli affluenti, incanalato tra gli impianti industriali, fu favorita anche da una diffusa antropizzazione della vallata. La diffusa urbanizzazione rese quindi ancora più devastanti gli effetti dell'alluvione e delle frane che come valanghe si riversavano a valle dalle alture circostanti.
I primi soccorsi, giunti da Vercelli (caserma Scalise) il 2 novembre notte, si ritrovarono così di fronte ad uno spettacolo apocalittico. Alcuni comuni, come Valle Mosso, Veglio, Strona e Mosso Santa Maria furono letteralmente devastati. Numerose palazzine erano state trascinate a valle dalla furia dell'acqua, mentre le strade erano diventate dei fiumi di fango. Suscitò profonda emozione anche il fatto che persino alcuni cimiteri, e con essi le bare ed i resti dei defunti fossero stati spazzati via dall'alluvione. In tutta la vallata si contarono 58 vittime, oltre un centinaio di feriti e 250 abitazioni distrutte. Anche il tessuto economico, che vedeva la valle di Mosso tra le aree più importanti del distretto laniero biellese, ne uscì letteralmente in ginocchio.
Malgrado i crolli e i danni causati dal fango e dall'acqua alla rete infrastrutturale, la valle di Mosso venne raggiunta dagli uomini del 131° rgt art. cor. "Centauro" il 2 novembre notte. Essi provenivano dalla caserma "Scalise" di Vercelli e stavano ponendosi in salvo a loro volta, dalla caserma ormai allagata. Per tale atto di eroismo e per successive azioni di soccorso, la bandiera del 131°Centauro fu decorata con medaglia di bronzo al merito civile.

## Conseguenze
Oltre all'altissimo tributo di vittime, la valle di Mosso subì anche un gravissimo danno economico. La zona era fino ad allora uno dei poli principali del distretto laniero biellese, ma nel corso dell'alluvione circa 100 fabbriche e 350 laboratori artigianali risultavano danneggiati o distrutti. Nonostante l'intervento immediato di tantissimi volontari, oltre che degli stessi operai, alcune aziende infatti furono costrette a chiudere, altre ancora decisero di insediarsi nella pianura, considerata più sicura dal punto di vista idrogeologico. Circa 13.000 lavoratori finirono in cassaintegrazione. 
Per venire incontro ai territori devastati dall'alluvione il Governo Leone II approvò un apposito decreto legge poi convertito in legge l'anno successivo.